# Merceyopsis gedeana
Merceyopsis gedeana là một loài Rêu trong họ Pottiaceae. Loài này được (Sande Lac.) M. Fleisch. mô tả khoa học đầu tiên năm 1923.